# Королаз північний
Королаз північний (Climacteris melanurus) — вид горобцеподібних птахів родини королазових (Climacteridae).

## Поширення
Ендемік Австралії. Поширений на півночі та північному заході країни. Трапляється у лісистих районах в Пілбарі та від міста Брум до південно-східного узбережжя затоки Карпентарія.

## Підвиди
Виділяють два підвиди:
- Climacteris melanurus melanurus Gould - поширений на більшій частині ареалу;
- Climacteris melanurus wellsi Ogilvie-Grant - широко поширений у західній частині ареалу.

У минулому підвид wellsi вважався окремим видом, але дві популяції, незважаючи на відмінності в забарвленні, генетично дуже схожі, тому наразі їх об'єднують в один вид.

## Опис
Тіло завдовжки 16-19 см і вагою до 32 г. Голова, шия та спина червонувато-коричневі. Горло помаранчеве, окремі пір'їни мають чорну облямівку, що створює загальний рябий візерунок. Крила, поперек та хвіст чорні. У самиць горло біле та загальне забарвлення світліше, ніж у самців.

## Спосіб життя
Вид мешкає в евкаліптових лісах різних типів. Осілі птахи. Активні вдень. Тримаються парами або невеликими групами. Більшу частину дня проводять у пошуках поживи. Живляться комахами, їх личинками, яйцями та іншими безхребетними, збираючи їх на стовбурах, гілках та під корою дерев.
Моногамні птахи. Сезон розмноження триває з червня по січень. За сезон буває дві кладки. Гнізда будують у дуплах. Дно вистелюють травою та мохом. У гнізді 2-3 яйця. Інкубація триває два тижні. Про пташенят піклуються обидва партнери. Інколи їм допомагають самці попередніх виводків. Гніздо залишають через 20 днів.